# Concerto pour harpe (Reverdy)
Le Concerto pour harpe est une œuvre concertante pour harpe et orchestre de la compositrice française Michèle Reverdy, écrite en 2005.

## Contexte et création
Michèle Reverdy compose son Concerto pour harpe en 2005. Il est commandé par la harpiste Isabelle Moretti. Elle compose son concerto avec les exemples du concerto pour alto Harold en Italie d'Hector Berlioz ou encore celui pour violoncelle de György Ligeti. Lors de l'écriture de ce concerto pour harpe et grand orchestre, elle a choisis de laisser certaines transparences dans les parties orchestrales afin de permettre un dialogue entre la harpe et l'orchestre pour que l'instrument soliste ne soit pas étouffé par l'orchestre. Elle compose son concerto chez Anne-Marie Palanque, à Gargilesse-Dampierre.
L'œuvre est créée le 27 octobre 2006 à Lille par Isabelle Moretti et l'Orchestre national de Lille sous la direction de Paul Polivnick.